# Rothrist
Rothrist (do 1890 Niederwil (Zofingen); gsw. Rootrischt) – gmina (niem. Einwohnergemeinde) w Szwajcarii, w kantonie Argowia, w okręgu Zofingen. Liczy 9 290 mieszkańców (31 grudnia 2020). Leży nad rzeką Aare.